# Чонталес (департамент)
Чонта́лес (исп. Chontales) — один из департаментов Никарагуа.

## География
Департамент находится в центральной части страны, у восточного побережья озера Никарагуа. Площадь департамента составляет 6481,27 км². Численность населения — 182 838 человек (перепись 2012 года). Плотность жителей департамента — 28,21 чел./км². Административный центр — город Хуигальпа.
Граничит на севере с департаментом Боако, на юге с департаментом Рио-Сан-Хуан, на востоке с Южным Атлантическим регионом.

## Экономика
Основой экономики департамента Чонталес является сельское хозяйство. Здесь выращиваются в первую очередь каучук, рис, цитрусовые; производится вырубка ценных сортов древесины.

## Административное деление
В административном отношении Чонталем подразделяется на 10 муниципалитетов:
1. Акойяпа
2. Вилья-Сандино
3. Комалапа
4. Ла-Либертад
5. Сан-Педро-де-Ловаго
6. Сан-Франсиско-де-Куапа
7. Санто-Доминго
8. Санто-Томас
9. Хуигальпа
10. Эль-Корал